# Madascincus polleni
Madascincus polleni là một loài thằn lằn trong họ Scincidae. Loài này được Grandidier mô tả khoa học đầu tiên năm 1869.